# Be My Wife (film fra 1919)
Be My Wife er en amerikansk stumfilm fra 1919 af Hal Roach.